# Malá ryba taky ryba
Malá ryba taky ryba (v originále Go Fish) je americký hraný film z roku 1994, který režírovala Rose Troche podle vlastního scénáře. Snímek měl světovou premiéru Sundance Film Festivalu.

## Děj
Max je mladá lesba, která studuje v Chicagu na vysoké škole. Jednoho dne se seznámí Ely, která je hippie. Ely má však partnerku Kate, což jejich začínající vztah komplikuje.

## Obsazení
| Guinevere Turner  | Camille 'Max' West |
| V.S. Brodie       | Ely                |
| T. Wendy McMillan | Kia                |
| Anastasia Sharp   | Daria              |
| Migdalia Melendez | Evy                |
| Scout             | kadeřník           |
| Dave Troche       | Junior             |

## Ocenění
- Berlinale – Teddy Award pro nejlepší celovečerní film
- Deauville Film Festival – cena publika a nominace na Critics Award pro Rose Troche
- Mediální cena GLAAD pro nejlepší celovečerní film
- Gotham Awards Open Palm Award pro Rose Troche
- Independent Spirit Awards – nominace pro nejlepší herečku ve vedlejší roli (V. S. Brodie)
- Political Film Society Award for Human Rights – nominace
- Sundance Film Festival – nominace na velkou cenu poroty